# Prêmio Tilden
O Prêmio Tilden (em inglês:  Tilden Prize) é um prêmio da Royal Society of Chemistry para avanços em química. O prêmio foi estabelecido em 1939 em memória de Sir William Augustus Tilden, um proeminente químico britânico. O prêmio é anual e contempla até três químicos. Os recipientes recebem £ 5.000, uma medalha e um certificado.

## Recipientes
Os recipientes do prêmio, concedido desde 1939, incluem:
- 1939 - Edmund Hirst, Leslie Sutton
- 1940 - Harry Melville, Alexander Todd
- 1941 - Harry Julius Emeléus, Robert Downs Haworth
- 1942 - Ronald P. Bell, John Masson Gulland
- 1943 - Frederick George Mann, Harold Warris Thompson
- 1944 - Wilson Baker, John Monteath Robertson
- 1945 - Edward David Hughes, William Alexander Waters
- 1946 - Albert Ernest Alexander, Maurice Stacey
- 1947 - Ernest Gordon Cox, Ewart Jones
- 1948 - C. E. H. Bawn, Frederick Ernest King
- 1949 - Meredith Gwynne Evans, Frank Stuart Spring
- 1950 - Frederick Dainton, Francis Leslie Rose
- 1951 - Charles Coulson, Donald Holroyde Hey
- 1952 - Derek Barton, Herbert Marcus Powell
- 1953 - John Stuart Anderson, Alan Woodworth Johnson
- 1954 - Michael J. S. Dewar, Christopher Longuet-Higgins
- 1955 - Douglas Hugh Everett, George Wallace Kenner
- 1956 - Ernest Alexander Rudolf Braude, Geoffrey Gee
- 1957 - Richard Maling Barrer, Basil Lythgoe
- 1958 - James Baddiley, George Porter
- 1959 - Charles Kemball, Peter Pauson
- 1960 - Ronald Nyholm, Ralph Raphael
- 1961 - Joseph Chatt, Bernard Henbest
- 1962 - Alan Battersby, Rex Richards
- 1963 - Victor M. Clark, Aubrey Trotman-Dickenson
- 1964 - A. David Buckingham, Franz Sondheimer
- 1965 - Brian Thrush, Mark C. Whiting
- 1966 - Norman Greenwood, Basil Weedon
- 1967 - Richard Clive Cookson, Jack Lewis
- 1968 - Robert Haszeldine, David W. Turner
- 1969 - William David Ollis, Robert Joseph Paton Williams
- 1970 - Leslie Crombie, Ronald Mason
- 1971 - John Cadogan, F. Gordon A. Stone
- 1972 - Alan Carrington, Michael Franz Lappert
- 1973 - Charles Wayne Rees, John Meurig Thomas
- 1974 - Gordon W. Kirby, Bernard L. Shaw
- 1975 - Alan R. Katritzky, John White
- 1976 - Richard Norman, Meirion Wyn Roberts
- 1977 - Neville B. H. Jonathan, Karl Howard Overton
- 1978 - James K. Sutherland, James Johnson Turner
- 1979 - John Albery, Jack Baldwin, Peter Maitlis
- 1980 - Edward W. Abel, Ian Fleming, Roger Grice
- 1981 - Harold Kroto, Jon McCleverty, Andrew Pelter
- 1982 - C. Robin Ganellin, Malcolm Green, John Philip Simons
- 1983 - Robin Clark, Ian William Murison Smith,[3] Dudley Howard Williams
- 1984 - David Thomas Clark, Ian O. Sutherland, Alfred Geoffrey Sykes
- 1985 - David Garner, Ronald Grigg, J H Pritchard
- 1986 - Mark Child, Brian T. Heaton, Robert Ramage
- 1987 - David Husain[4], Anthony Kirby, Kenneth Wade
- 1988 - Brian F. G. Johnson, David Anthony King, Stephen V. Ley
- 1989 - Anthony Charles Legon, Michael Mingos, Jim Staunton
- 1990 - John M. Brown, Martyn Poliakoff, Robert K. Thomas
- 1991 - Graham Fleming, John Forster Nixon, Gerald Pattenden
- 1992 - Selby Albert Richard Knox, Philip Kocienski, Robin Perutz
- 1993 - Peter Edwards, Paul Madden, Douglas W. Young
- 1994 - Anthony Barrett, Robert J. Donovan, John Evans
- 1995 - Jeremy K. Burdett, Anthony J. Stace, Eric James Thomas
- 1996 - Michael Ashfold, James Feast, David W. H. Rankin
- 1997 - David Clary, Stephen G. Davies, David E. Fenton
- 1998 - Geoffrey Cloke, Dominic Tildesley, William B. Motherwell
- 1999 - Jonathan N. L. Connor, A. Guy Orpen, Richard John Kenneth Taylor
- 2000 - David J. Cole-Hamilton, Christopher J. Moody, Klaus Müller-Dethlefs
- 2001 - Lynn Gladden, Martin Schröder, Thomas J. Simpson
- 2002 - Anthony P. Davis, John Goodby, Peter Anthony Tasker
- 2003 - Andrew Holmes, David Parker, Stephen Keith Scott
- 2004 - Patrick William Fowler, Timothy C. Gallagher, Vernon C. Gibson
- 2005 - Paul D. Beer, Richard G. Compton[5], David W. Knight
- 2006 - David O'Hagan, John M. C. Plane, Matthew Rosseinsky
- 2007 - Kenneth David Maclean Harris, David Logan, Nigel Simon Simpkins
- 2008 - Varinder Aggarwal, Colin D. Bain, Ian Manners
- 2009 - Andrew Orr-Ewing, Ian Paterson, Christopher Hunter
- Tilden Lectureship 2009/2010 - Philip N. Bartlett, Peter Bruce, Philip Page
- 2010 - Duncan Bruce, David Leigh, Kosmas Prassides
- 2011 - Jeremy Hutson, John Sutherland, Richard Winpenny
- 2012 - Harry Anderson, James R. Durrant, Patrick Unwin
- 2013 - Steven Armes, Eleanor Campbell, Steven Nolan
- 2014 - Andrew Ian Cooper, Guy Lloyd-Jones, Iain McCulloch
- 2015 - Mark Bradley[6], Leroy Cronin, David J. Wales
- 2016 - Véronique Gouverneur, Dermot O'Hare, Ivan P. Parkin
- 2017 - Jas Pal Badyal, Lucy Carpenter, Neil McKeown
- 2018 - Euan Brechin, Jonathan Clayden, Simon Duckett
- 2019 - Russell E. Morris, Eric McInnes, Jim Naismith